# Bartomeu Robert i Yarzábal
Bartomeu Robert i Yarzábal (Tampico, Mèxic, 20 d'octubre de 1842 - Barcelona, 10 d'abril de 1902), popularment conegut com el doctor Robert, fou un metge i polític català.

## Biografia

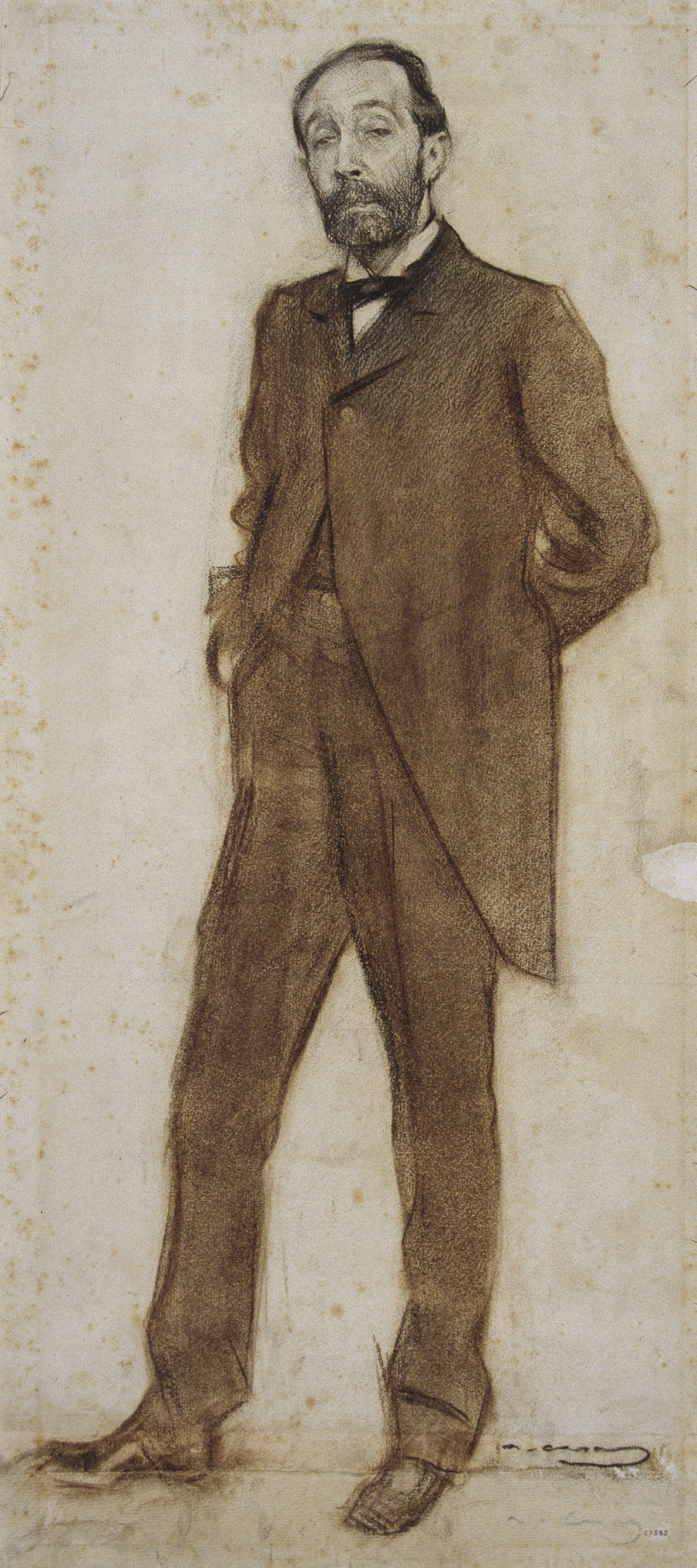
El doctor Robert vist per Ramon Casas (MNAC)

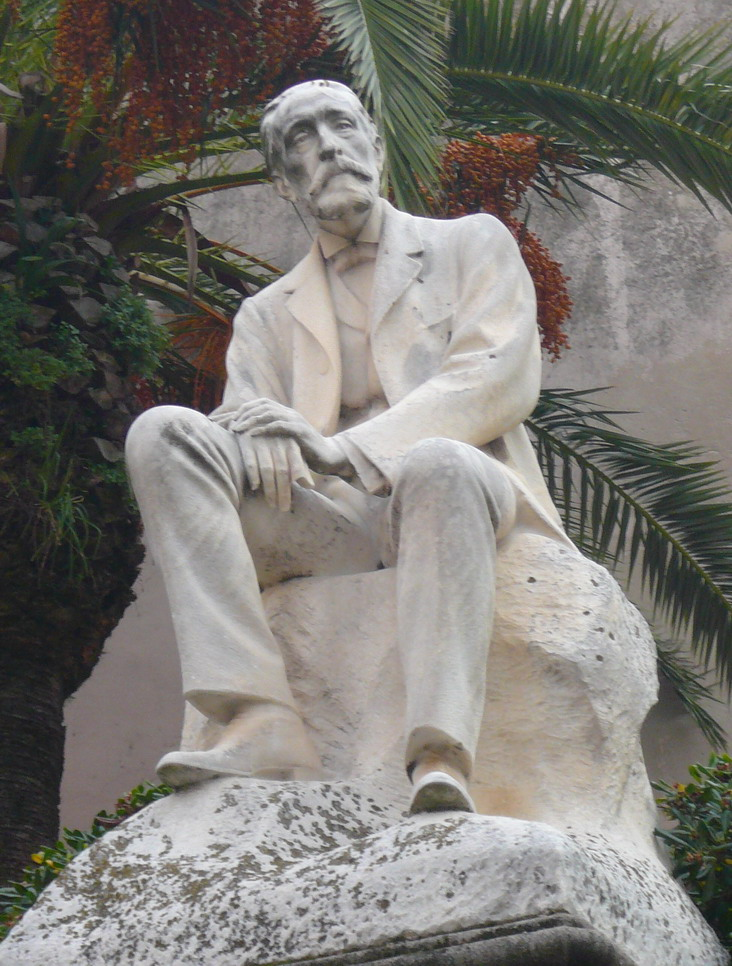
Monument a Bartomeu Robert a Sitges.

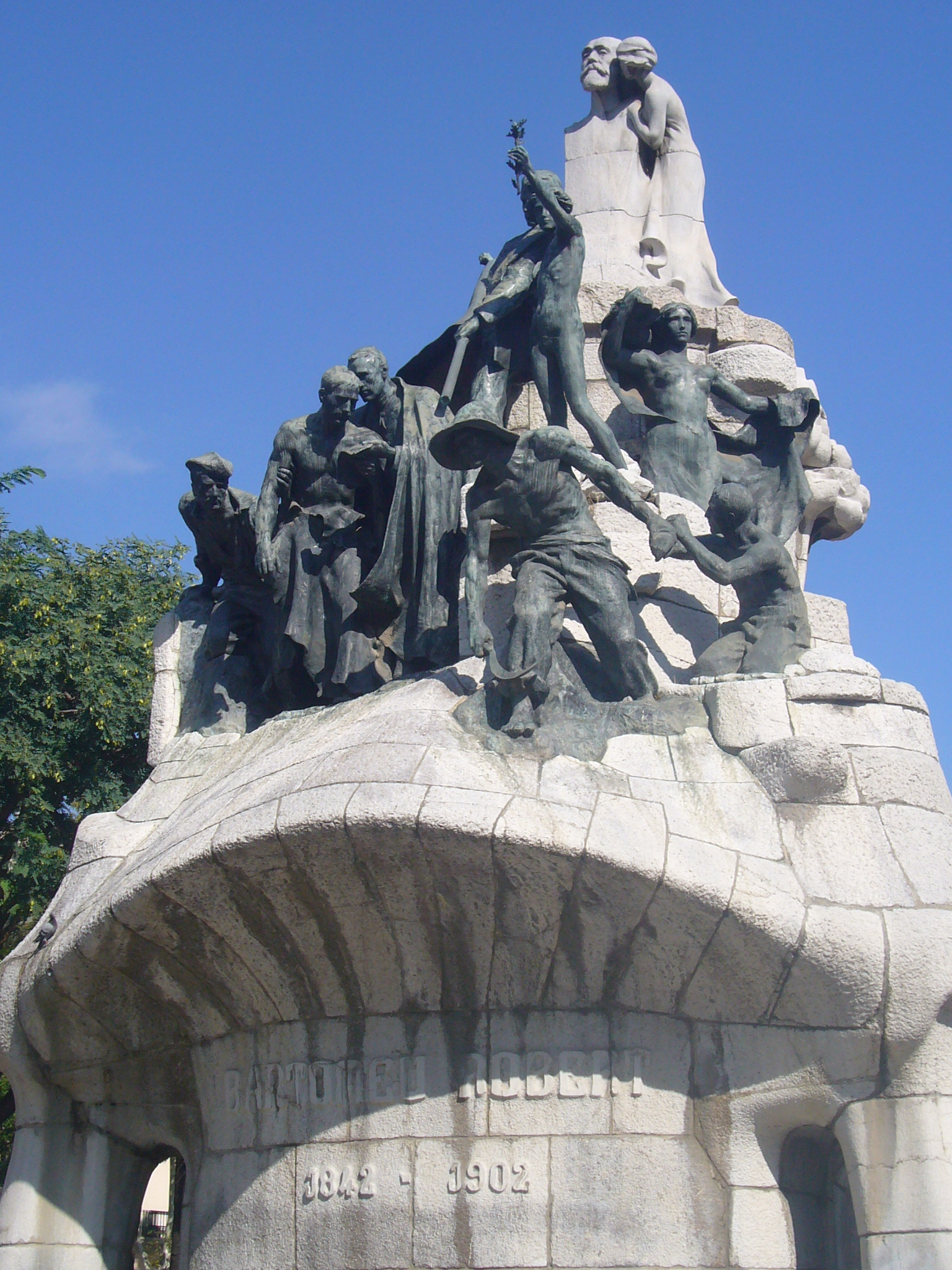
Monument al Doctor Robert a la Plaça de Tetuan de Barcelona.

El seu pare Francesc Robert i Batlle, era fill de Campeche (Mèxic) –descendent de sitgetans– i la mare Teodora Yarzábal i Ricardo era de Pasaia (Guipúscoa) i tots dos havien anat a viure al país americà.
El 1863 es llicencià en Medicina a Barcelona. El 1869 fou metge titular de l'Hospital de la Santa Creu i el 1875 guanyà la càtedra de Patologia Interna a la Facultat de Barcelona. Presidí l'Acadèmia i el Laboratori de Ciències Mèdiques i intervingué en el trasllat de la Facultat de Medicina i de l'Hospital de Sant Pau. Va fer de Camprodon un centre d'estiueig de qualitat en recomanar-lo a molts dels seus pacients de la burgesia barcelonina pel seu clima agradable, passejades i fonts.
El 14 de març de 1899 és designat pel govern, oficialment en nom del rei, batlle de la ciutat de Barcelona, càrrec amb què depurà el cens electoral, contra les pràctiques del caciquisme, i encapçalà el Tancament de Caixes, nom amb què es conegué la protesta dels botiguers contra la llei del Gabinet de Silvela i del seu ministre d'Hisenda, Raimundo Fernández Villaverde.
El 1899 va pronunciar una polèmica conferència a l'Ateneu Barcelonès anomenada «La raça catalana», en la qual presentava algunes teories racistes sobre la capacitat cranial i l'índex cefàlic dels catalans i, juntament amb altres factors, com ara el clima, l'idioma i l'educació, explicava les diferències amb altres pobles de la península ibèrica. Les seves paraules van ser tretes de context interessadament per part d'alguns parlamentaris de Madrid que van atacar el que en aquell moment era alcalde de Barcelona. Robert es va veure obligat a manifestar públicament que de la seva dissertació no se’n desprenia res d'ofensiu per a les altres regions espanyoles. Les seves teories sobre els dolicocèfals catalans i els braquicèfals i mesocèfals de la resta de la península van generar una gran polèmica a tot Espanya.
Presidí la Lliga Regionalista des de la seva formació el 1901 i fou elegit diputat a Corts Generals en les eleccions parlamentàries d'aquell mateix any dins de la candidatura coneguda com la dels "quatre presidents". Fou soci de la Societat Econòmica Barcelonesa d'Amics del País.
Com a wagnerià, va formar part de la delegació catalana del Patronatverein de Bayreuth, delegació presidida i representada per Joaquim Marsillach; aquest Patronat del Festival de Bayreuth havia estat creat per Richard Wagner per a sufragar el cost de l'estrena de Parsifal.
Va estar casat amb la sitgetana Rosa Roig i Bofill, que va morir amb 55 anys el 18 de juny de 1896. Van tenir sis fills, dels quals només en van viure tres (Dolors, Manuela i Roger) en morir la mare. Bartomeu Robert va morir d'hemorràgia cerebral, segons el registre de defunció, el dia 10 d'abril de 1902.

## Honors

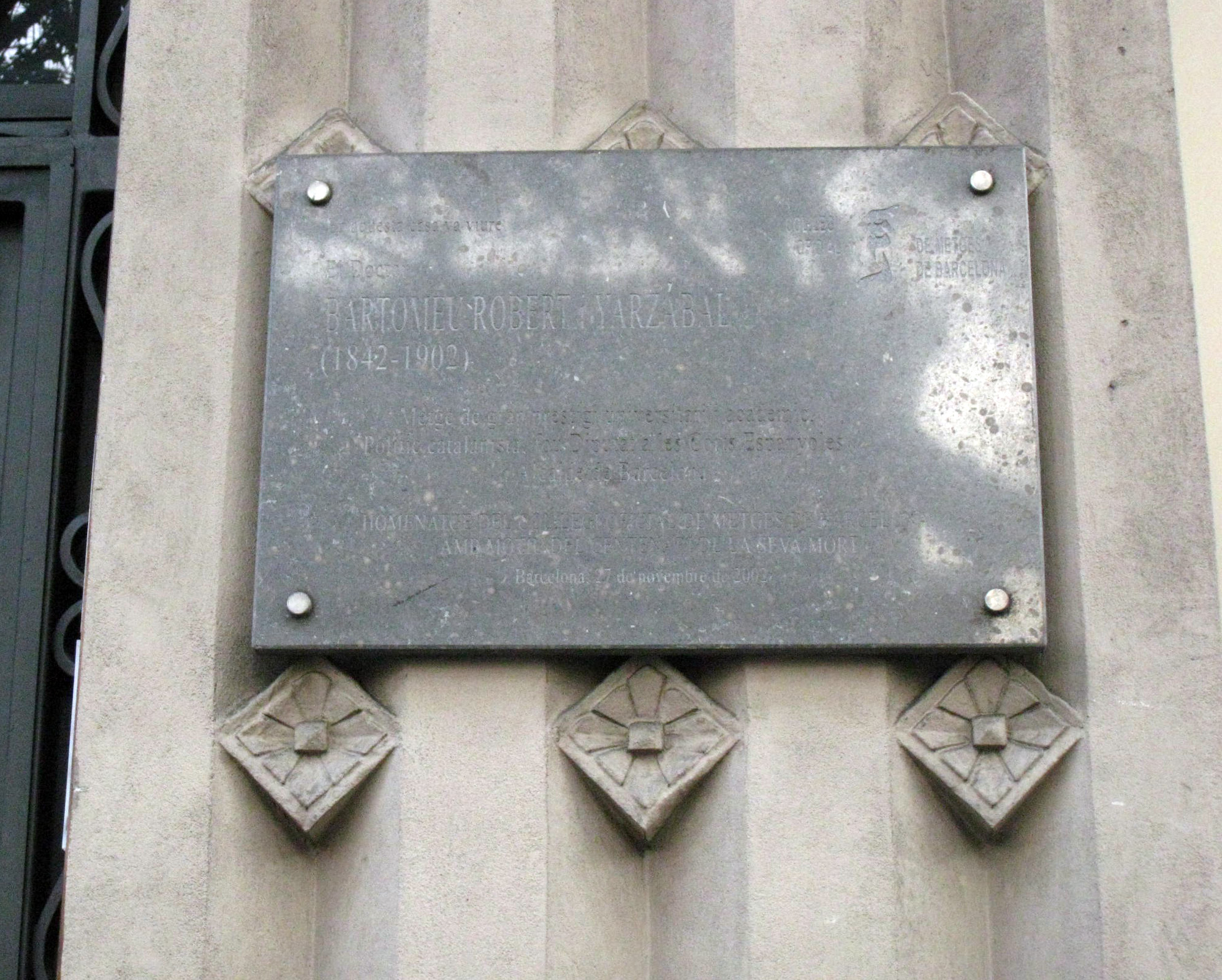
Placa a la casa de Barcelona on va viure, a la Gran Via de les Corts Catalanes núm. 622

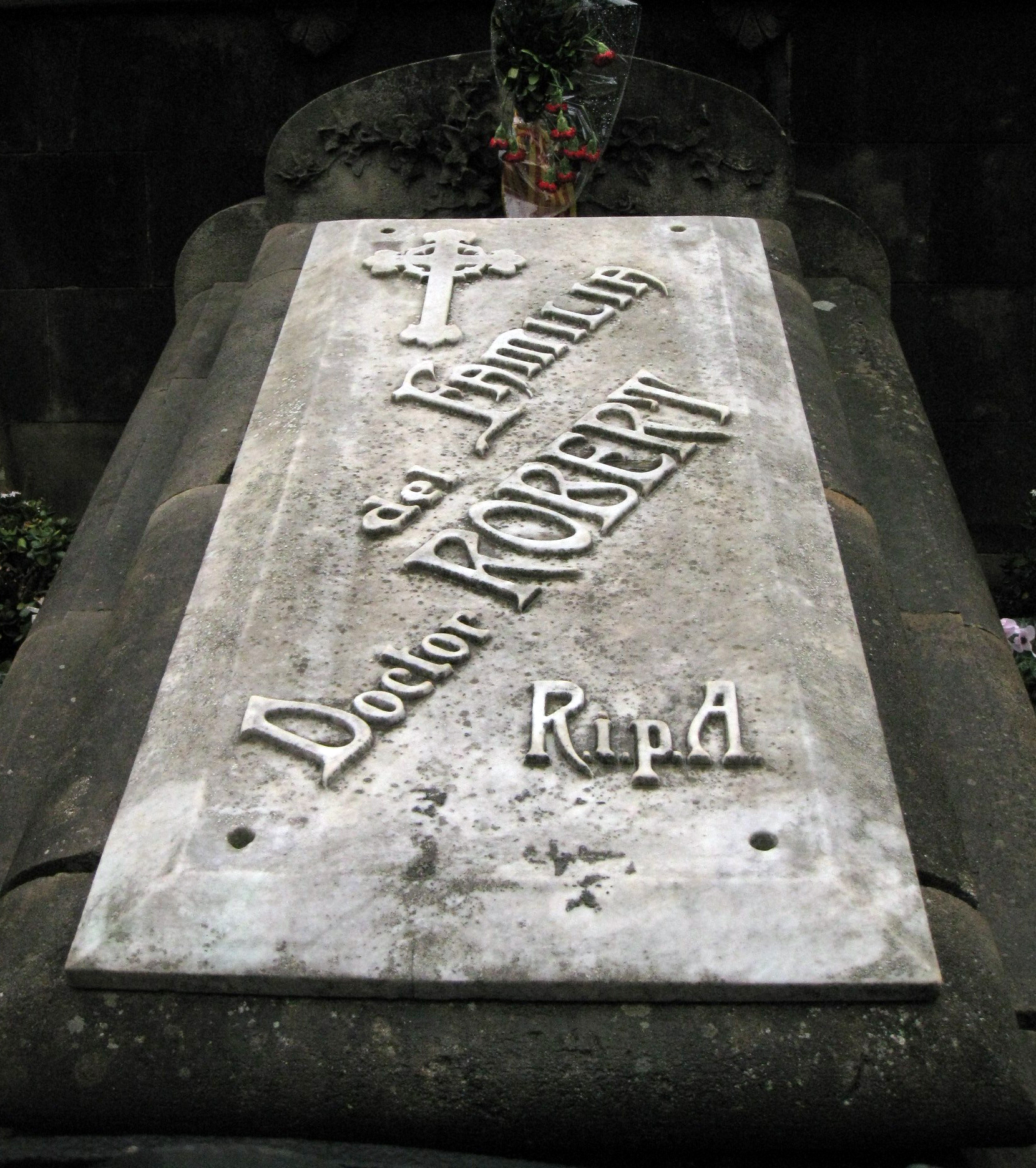
Làpida de la tomba de Bartomeu Robert al Cementiri de Montjuïc

- Monument al Doctor Robert a la plaça Tetuan de Barcelona.
- Bust a la Casa de Convalescència de Barcelona.
- Monument al Doctor Robert a Sitges.
- Carrer del Dr. Bartomeu Robert, a Mollet del Vallès.
- Carrer del Doctor Robert, a Llafranc (Palafrugell).[10]
- Carrer del Doctor Robert, a Sant Vicenç dels Horts.
- Carrer del Doctor Robert, a Castellciutat (Alt Urgell)
- Carrer del Doctor Robert, a Reus (Baix Camp). Va de la plaça de Catalunya a la plaça de la Llibertat.
- Plaça del Doctor Robert, davant l'Ajuntament de Sabadell.[11]
- Plaça del Doctor Robert, a Terrassa, entre el passeig del Comte d'Ègara i el pont del Passeig. Hi donen la Mútua de Terrassa, l'Hospital de Sant Llàtzer i l'església de Sant Francesc.
- Plaça del Doctor Robert, a Camprodon.
- Plaça del Doctor Robert, a Malgrat de Mar.
- Plaça del Doctor Robert, a Sant Feliu de Codines.
- Carrer del Doctor Robert, a Albatàrrec (El Segrià)
- CEIP Doctor Robert, a Camprodon.
- Bust i monument al passeig de la Font Nova, a Camprodon.
- Un retrat seu forma part de la Galeria de Catalans Il·lustres de l'Ajuntament de Barcelona.[12]
- Escola Doctor Robert de la Fundació Salut i Envelliment de la Universitat Autònoma de Barcelona
- Centre d'Atenció Primària Dr. Robert, Plaça de la Medicina, Badalona.